# روبرت سميث (عسكري)
الفريق الأول السير روبرت أنتوني سميث (بالإنجليزية: Sir Rupert Anthony Smith)‏ (مواليد 1943) ضابط متقاعد من الجيش البريطاني ومؤلف كتاب «فائدة القوة». أظهر قيادته كقائد كبير خلال حرب الخليج الثانية حيث تم الاعتراف به بمنح وسام أمر الخدمة المتميز ومرة أخرى خلال حرب البوسنة والهرسك التي حصل بسببها على وسام آخر. أصبح لاحقا نائب القائد الأعلى للقوات المتحالفة في أوروبا.

## المسيرة العسكرية
تلقى سميث تعليمه في هيليبيري وامبريال سيرفيس كوليج وبعد ذلك في أكاديمية ساندهيرست العسكرية الملكية. جند في عام 1962 وتخرج من أكاديمية ساندهيرست العسكرية الملكية برتبة ملازم ثاني في فوج المظليين في ديسمبر 1964. عمل في شرق وجنوب أفريقيا والجزيرة العربية ومنطقة البحر الكاريبي وأيرلندا الشمالية وأوروبا وماليزيا. تمت ترقيته إلى ملازم في يونيو 1966 ثم إلى نقيب في ديسمبر 1970 ثم إلى رائد في ديسمبر 1975. في عام 1978 عندما كان رائدا فقد حصل على وسام الملكة للخدمة في أيرلندا الشمالية.
في يونيو 1980 تم ترقيته إلى مقدم وبعد تعيينه ضابطا في أمر الإمبراطورية البريطانية في عام 1982 ضمن تكريمات السنة الجديدة فقد رقي في يونيو 1985 إلى عقيد. رقي إلى عميد في ديسمبر 1986.
في أكتوبر 1990 رقي سميث إلى لواء وتولى قيادة الفرقة المدرعة الأولى التي قادها خلال حرب الخليج الثانية. للحصول على الخدمات خلال الحرب حصل على وسام الخدمة المتميزة ووسام الإستحقاق الأمريكي ووسام الملك عبد العزيز. نشرت صحيفة ذا لندن غازيت بمناسبة حصوله على وسام الخدمة المتميزة:
في غضون أسبوعين من توليه قيادة الفرقة المدرعة الأولى في ألمانيا فإن اللواء سميث أرسل إلى الخليج العربي لقيادة 35،000 رجل وامرأة يشكلون مساهمة القوات البرية البريطانية في عملية غرانبي. كانت القوة تتألف من مجموعة واسعة من الأفراد والكثير منهم لم يسبق لهم أن خدموا من قبل. أعطيت له لواء شعبة بدعم استثنائي المدفعية والهندسي. على الرغم من أنه لم يكن يعرف ذلك في ذلك الوقت فإنه كان لديه ستة أسابيع فقط لتدريب قواته ونشرهم في حوالي 350 ميل وإقامة علاقة عمل وثيقة مع الأميركيين تحت سيطرته التكتيكية.
بحلول الوقت الذي بدأت فيه الحرب كان قد حقق كل هذه الأهداف وكان لديه شعبة قتال الدرجة الأولى تحت قيادته.
خلال المعركة البرية أعطيت لشعبه دورا رئيسيا في معركة فيلق الولايات المتحدة السابعة التي شملت الاستغلال السريع لخرق حقول الألغام والتقدم السريع لتدمير ثلاث انقسامات عراقية. إن الفشل في تحقيق ذلك كان سيؤدي إلى تدمير الاتجاه الرئيسي لخطة معركة القائد العام وقد يكون من الممكن أن يؤدي إلى خسائر خطيرة في صفوف الولايات المتحدة.
مع الاهتمام الشخصي البارز بالتخطيط المفصل ومع القيادة الشخصية البارزة اجتاح اللواء سميث قيادته من خلال الخرق وهاجم تقسيم العراق بالتفصيل. قاد شخصيا من الجبهة مع تجاهل الخوف من النيران المضادة للدبابات وعلى الرغم من التهديد الشديد من الأسلحة الكيميائية المستخدمة. بفضل المهارة المتميزة والشجاعة الشخصية حققت الشعبة أهدافها وحصلت على جناح الفيلق السابع ومكنت من التوجه الرئيسي لعملية عاصفة الصحراء إلى اكتساح وتدمير الانقسامات الخلفية العراقية.
أصبح أول مساعد لرئيس العمليات الدفاعية والأمن في وزارة الدفاع البريطانية في أغسطس 1992. في حين كان هناك يشارك بشكل وثيق في تطوير إستراتيجية المملكة المتحدة في البوسنة والهرسك. في يناير 1995 حصل على رتبة نائب بالوكالة وعين قائد قيادة البوسنة والهرسك لقيادة قوة الأمم المتحدة للحماية في سراييفو. كان مسؤولا عن كسر الحصار عن المدينة من خلال إنشاء قوة الرد السريع التابعة للأمم المتحدة وبالتالي إنهاء الحرب. حصل على رتبة فريق في أبريل 1995 وحصل على وسام لخدمته المتميزة في البوسنة والهرسك في عام 1996. منح لقب فارس مع مرتبة الشرف في عام 1996 ضمن تكريمات السنة الجديدة. كان سميث ضابطا عاما يقود أيرلندا الشمالية من 1996 إلى 1998. كانت مهمته النهائية التي كانت في البداية كقائد عام نائبا للقائد الأعلى للقوات المتحالفة في أوروبا بين عام 1998 و2001 وتغطي عملية الحلفاء التابعة للحلف الأطلسي أثناء حرب كوسوفو وتطوير السياسة الأمنية والدفاعية المشتركة للاتحاد الأوروبي. رقي إلى فريق أول في 1 يناير 1999. تقاعده من الجيش بدأ سريانه في يناير 2002.
تم تعيينه عقيد فخري لفيلق تدريب الضباط في جامعة أكسفورد في يونيو 2003 بعد أن شغل فترة كقائد عقيد من المهندسين الكهربائيين والميكانيكيين الملكيين (من نوفمبر 1992 إلى نوفمبر 1997) وقائد فوج المظليين (من يوليو 1993 إلى سبتمبر 1998). كما عين مساعد للمخيم العام للملكة بين أغسطس 2000 ونوفمبر 2001.

## الأعمال
هو مؤلف كتاب أداة القوة: فن الحرب في العالم الحديث (2005، إيسبن 0-7139-9836-9) وهو أطروحة عن الحرب الحديثة التي تفسر لماذا أفضل القوات العسكرية في العالم ينتصرون في معاركهم ولكنهم يفقدون الحروب. يرجع ذلك إلى تغيير نموذج في النشاط العسكري من الحرب الصناعية إلى النموذج الذي تم تحديده في الكتاب بأنه «حرب بين الناس» وهو الوضع الذي لا يمكن حل نتيجة مباشرة من قبل القوة العسكرية. ينبغي تحليل استراتيجيات الحرب بين الناس على أنها القتال والفوز بسلسلة من المواجهات المرتبطة بدلا من سلسلة من المعارك.